# اس‌اس ۱

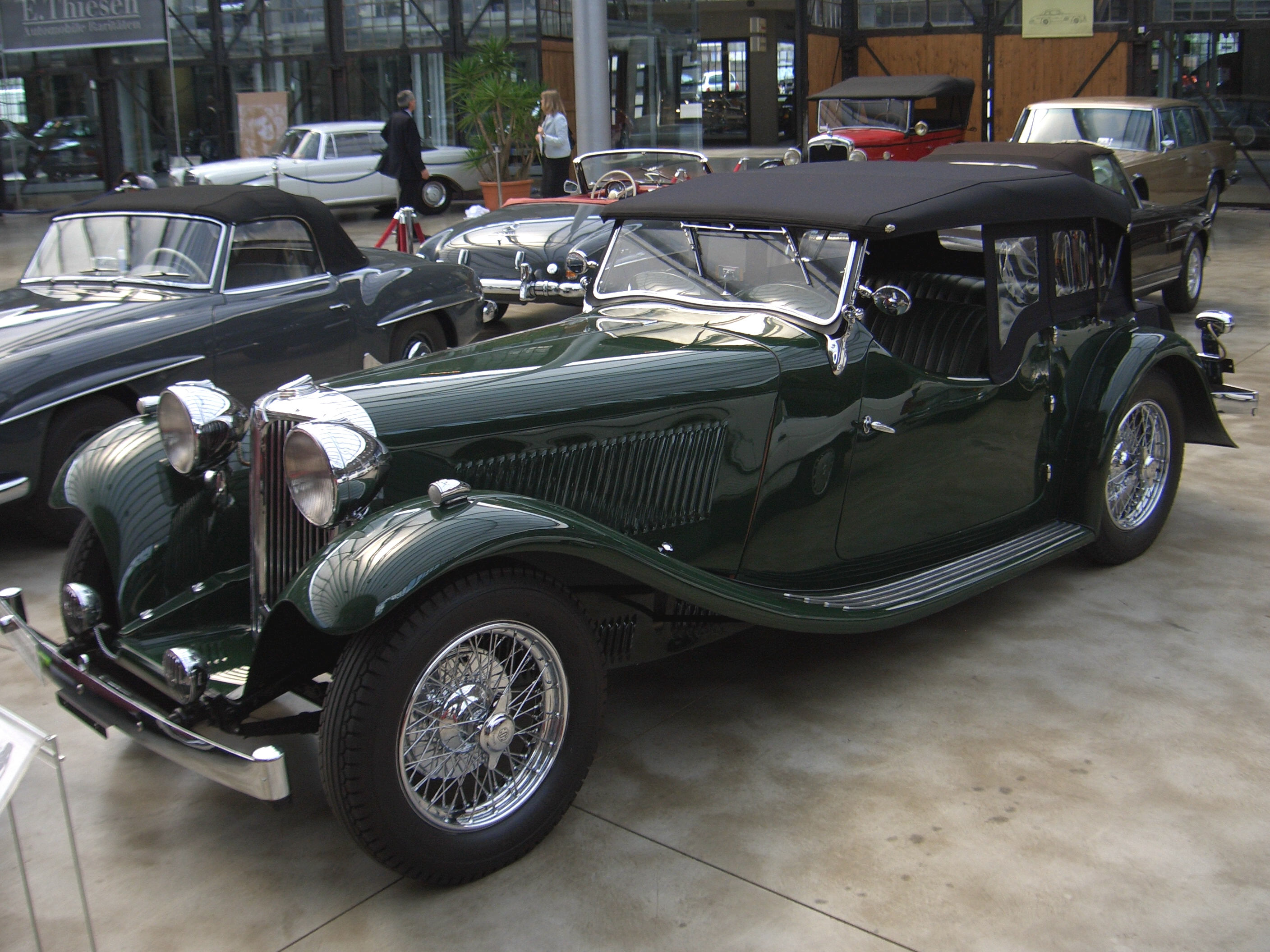

اس‌اس ۱ (SS ۱) خودرویی است که در سال‌های ۱۹۳۲–۱۹۳۶تولید شده‌است.
این خودرو در کلاس خودرو اسپورت قرار گرفته، است.